# Liviu Rebreanu
Liviu Rebreanu (Felsőilosva, 1885. november 27. – Valea Mare, Argeș megye, 1944. szeptember 1.) erdélyi román író.

## Életrajz

### Gyermekkora, tanulmányai
Liviu Rebreanu 1885. november 27-én született Felsőilosván, Szolnok-Doboka vármegyében (ma Beszterce-Naszód megye része) Vasile Rebreanu tanító és Ludovica Rebreanu 14 gyerekéből elsőnek. Testvérei közül páran nem érték meg a felnőttkort. Az író erősen erkölcsös nevelést kapott, amit később a Ion című regényébe bele is szőtt. 1889-ben a család elköltözött a Felsőilosváról Majorba. A Majorban töltött időszakokról a következőképpen emlékezik: „Majorban éltem meg az életem legszebb és legboldogabb napjait, ameddig, tízéves koromban el kellett mennem Naszódra, a líceumba.”
A gimnáziumot először Naszódon, majd 1897-től Besztercén végezte. 1900-tól kezdve Sopronban tanul hadtudományt.

### Munkássága
Kezdetben magyarul, s csak későbbiekben írt román nyelven. 1909. november 1-jén debütált a Luceafărul (Esthajnalcsillag) folyóiratban Codrea (Glasul inimii) című elbeszélésével. Műveinek nagy része pszichológiai jellegű, ezt bizonyítja 1912-ben megjelent novelláskötete Frământări (Szenvedések) címmel. Híres regényei, mint a Ion (1920) és az Akasztottak erdeje (1922) is lélektanilag összetett regény. A Ion volt az első román nyelvű modern regény, mellyel a Román Akadémia díját is elnyerte. 1939-től az Akadémia rendes tagjává választotta.

### Halála
59 éves volt, amikor 1944-ben torokrákot diagnosztizáltak nála. A lassú, fájdalmas haláltól való rettegéstől vezérelve szájbalőtte magát Valea Mare helységben. Néhány héttel temetése után exhumálták, és Bukarestben, a Bellu temetőben, helyezték örök nyugalomra.

## Művei
| - Catastrofa (Katasztrófa, 1921) - Norocul (1921) - Cuibul visurilor (1927) - Cântecul lebedei (A hattyú dala, 1927) - Ițic Ștrul, dezertor (1932) - Golanii (A huligánok) - Ion (1920) - Crăișorul (1929) - Răscoala (A forradalom, 1932) - Gorila (1938) - Pădurea spânzuraților (Akasztottak erdeje, 1922) - Adam și Eva (Ádám és Éva, 1925) - Ciuleandra (1927) - Jar (1934) - Amândoi (Mindketten, 1940) | - Cadrilul (1919) - Plicul (1923) - Apostolii (Az apostolok, 1926) - Métropoles, 1931, editee par Paralela 45 et Editions Autres Temps, traduction et preface de Jean-Louis Courriol - Liviu Rebreanu, Jurnal I, Puia Florica Rebreanu válogatta, Bukarest, Minerva, 1984 - Liviu Rebreanu, Jurnal II, Puia Florica Rebreanu, válogatta, Bukarest, Minerva, 1984 |

## Magyarul
- Lázadás; ford. Gáldi László; Renaissance, Bp., 1945
- Katasztrófa. Elbeszélések; ford. Major Mihály; Ifjúsági, Bukarest, 1956 (Tanulók könyvtára)
- Parasztok. Elbeszélések; ford. V. András János; Állami Irodalmi és Művészeti Kiadó, Bukarest, 1956 (Kincses könyvtár)
- Akasztottak erdeje. Regény; ford. Bözödi György, bev. Silvian Iosifescu; Állami Irodalmi és Művészeti Kiadó, Marosvásárhely, 1957
- Leszámolás. Válogatott elbeszélések; ford. V. András János; Állami Irodalmi és Művészeti Kiadó, Bukarest, 1958
- Ion; ford., bev. Oláh Tibor; Irodalmi és Művészeti Kiadó, Bukarest, 1960
- Katasztrófa; ford., bev. Kormos Gyula; Ifjúsági, Bukarest, 1962 (Tanulók könyvtára)
- A tánc. Regény; ford. Kerekes György; Dacia, Kolozsvár-Napoca, 1975
- Tallérok. Válogatott novellák; vál., ford. V. András János, utószó Niculae Gheran; Kriterion–Európa, Bukarest–Bp., 1985